# Plexippus phyllus
Plexippus phyllus là một loài nhện trong họ Salticidae.
Loài này thuộc chi Plexippus. Plexippus phyllus được Ferdinand Karsch miêu tả năm 1878.